# Фридрих V фон Мьорс
Фридрих V фон Мьорс (на немски: Friedrich V Junggraf von Mörs; † 1472 или 1498) е юнг-граф на Мьорс и Сарверден и господар в Болхен (Boulay-Moselle) в Саарланд.
Той е син на граф Винценц фон Мьорс († 1499/1500) и съпругата му принцеса Анна фон Пфалц-Зимерн († сл. 1468), дъщеря на пфалцграф и херцог Стефан фон Пфалц-Зимерн-Цвайбрюкен (1385 – 1459) и графиня Анна фон Велденц (1390 – 1439), дъщеря наследничка на граф Фридрих III фон Велденц.
Фридрих V фон Мьорс умира преди баща си. Наследен е от дъщеря му Маргарета фон Мьорс († 1515) и нейният съпруг граф Вилхелм фон Вид († 1526) управлява графството Мьорс (1510 – 1519).

## Фамилия
Фридрих V фон Мьорс се жени на 22 февруари 1462 г. за Елизабет фон Родемахерн († сл. 1503), наследничка на Болхен, дъщеря на Герхард фон Родемахерн († 1489) и Магарета фон Насау-Вайлбург-Саарбрюкен (1426 – 1490). Те имат една дъщеря:

- Маргарета фон Мьорс († 1515), наследничка на Мьорс, графиня, омъжена на 16 октомври 1481 или 1488 г. за граф Вилхелм фон Вид († 1526), син на граф Фридрих фон Вид († 1487) и графиня Агнес фон Вирнебург († 1478). Те имат една дъщеря[3]
  - Анна († сл. 1528), наследничка на Мьорс, омъжена ок. 28 юни 1518 г. за граф Вилхелм II фон Нойенар, господар на Бедбур († ок. 1552/1553).

Вдовицата му Елизабет фон Родемахерн се омъжва втори път за Диполт II фон Хоенгеролдсек († 1499), син на Диболд I (Диполт I) фон Хоенгеролдсек († 1461).